# Bataille de Nui Bop
Guerre franco-chinoise
Batailles
- Expédition du Tonkin
- Sontay
- Bac Ninh
- Bac Le
- Fuzhou
- Keelung
- Tamsui
- Kep
- Shipu
- Zhenhai
- Lang Son (1re)
- Nui Bop
- Tuyen Quang
- Yu Oc
- Hoa Moc
- Phu Lam Tao
- Bang Bo
- 2e Lang Son
- Pescadores

La bataille de Nui Bop (3–4 janvier 1885) est une victoire des forces françaises du Corps expéditionnaire du Tonkin pendant la guerre franco-chinoise. L'affrontement a lieu pour repousser les forces chinoises de la tête de pont française établie à Chũ, elle est le préliminaire de la campagne de Lang Son lancée en février 1885,,,,,.

## Situation
Après les victoires françaises de Lam (6 octobre), Kép (8 octobre) et Chũ (10 octobre et 11 octobre), les Chinois se replient sur Dong Song, et de Négrier renforce ses positions avancées à Kép et Chu, menaçant la base-arrière de l’armée du Guangxi à Lạng Sơn. Chũ n’est qu’à quelques kilomètres au sud-ouest de Dong Song, et le 16 décembre 1884 un fort détachement de Chinois a pris en embuscade deux compagnies de la Légion étrangère juste à l’est de Chũ, à Ha Ho. Les légionnaires se sont battus pour sortir de l’encerclement chinois, mais ont subi un certain nombre de pertes et ont dû abandonner leurs morts sur le champ de bataille. De Négrier a immédiatement envoyé des renforts et a poursuivi les Chinois, mais les pillards se sont repliés sur Dong Song.
L’action de Ha Ho a été la première indication qu’un important mouvement était en cours. Une semaine après cet engagement, une force de 12.000 soldats chinois occupe la colline conique caractéristique de Nui Bop, dix-huit kilomètres à l’est de Chũ, et commence à établir un grand camp fortifié. La force chinoise était sous le commandement de Wang Debang, l’un des généraux les plus compétents de l’armée du Guangxi, qui avait vaincu une colonne française en juin 1884 à Bac Le.
Les soldats chinois affamés pillant tous les villages de la région pour se nourrir, la population tonkinoise les détestent et le 23 décembre, les villageois de Lien Son se rendent au quartier général français de Chũ pour alerter le lieutenant-colonel Donnier de la présence d’une importante force chinoise autour de Nui Bop.
Les Français ne pouvaient pas laisser s'installer une armée de 12000 Chinois à Nui Bop, trop proche de leur base principale de Chũ et menaçant le flanc du corps expéditionnaire devant partir pour Lạng Sơn. Brière de l’Isle renforça la garnison de Chũ à la fin de décembre et, au début de janvier 1885, de Négrier reçut l’ordre de prendre l’offensive contre les Chinois.
La colonne de De Négrier comprenait un bataillon d’infanterie de marine sous le commandement du chef de bataillon Mahias, du bataillon de turcos de Mibielle et de deux compagnies de fusiliers tonkinois. La colonne comprenait également les bataillons des 111e et 143e  de ligne  (Lieutenant-Colonel Herbinger)  et les batteries de Jourdy et de Saxcé.

## Déroulement
Au lieu de prendre par la route normale à l’est de Chũ pour attaquer de front, de Négrier décide de passer par le sud en traversant le Luc Nam et de faire une marche de flanc pour venir sur la gauche chinoise. Pour détourner l’attention de l’ennemi pendant que la colonne principale le contournait, le commandant Diguet avec son bataillon de la Légion harcelait les Chinois côté est. [6]

### 3 janvier

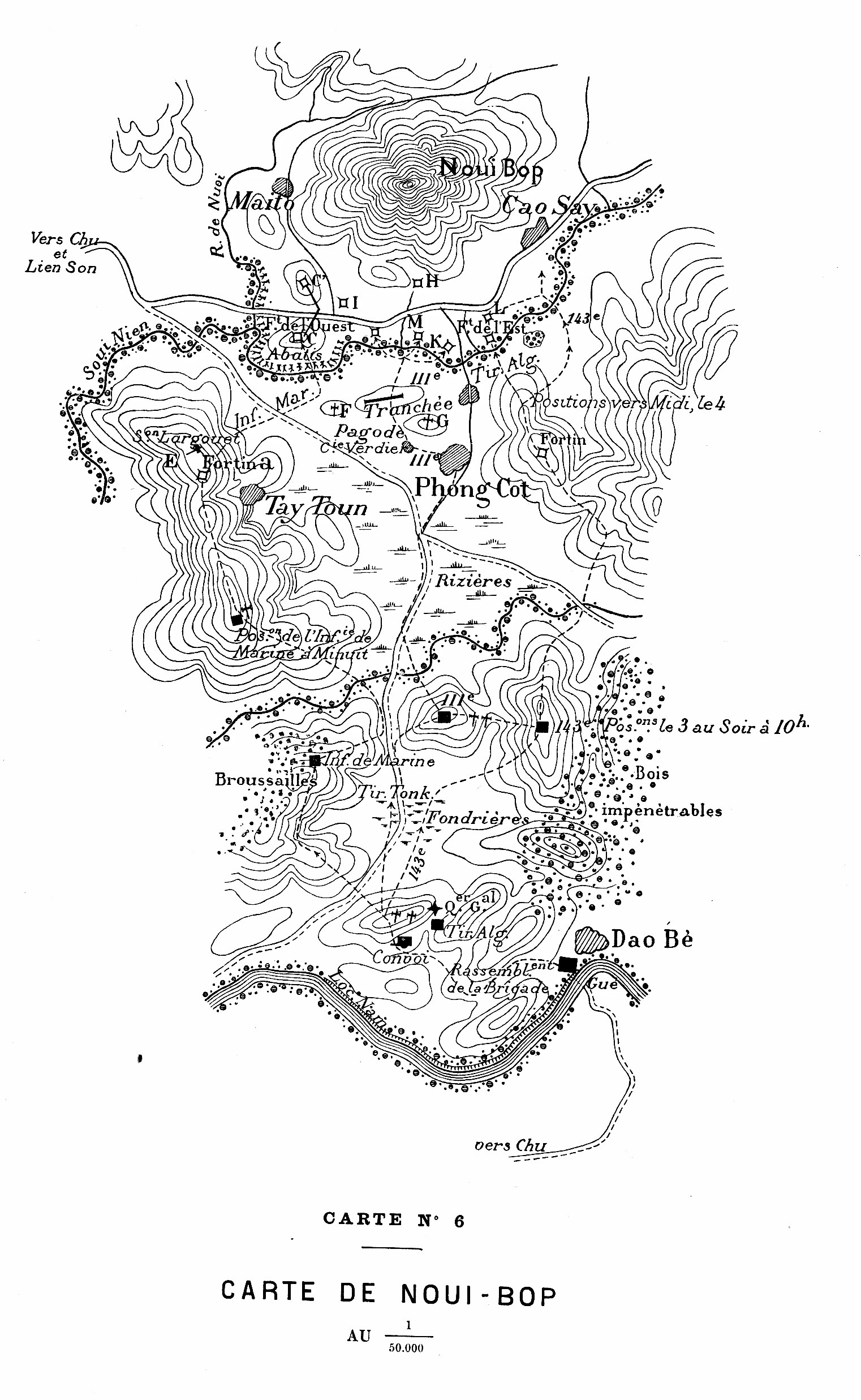

Pour la colonne partie de Chũ à 6 heures, le premier passage à gué est terminé dès 8 heures. Le deuxième passage, à Dao Be, présentera plus de difficultés et la colonne ne sera regroupée que vers 16 heures. Pendant la traversée, Mahias, avec son avant-garde, s'est avancé vers Phong Cot et s'est accroché avec la défense chinoise sur la défensive.

La colonne française avance au contact en trois lignes. La première ligne comprend le bataillon de Mahias, les tirailleurs tonkinois et la batterie de Jourdy. La deuxième ligne est formée par les bataillons du 111e et du 143e  de ligne avec la batterie de Saxcé. Le 3e bataillon de tirailleurs algériens de De Mibielle est en troisième ligne. L’artillerie française s’installe sur une colline à droite de la route et ouvre le feu sur les Chinois. De Négrier donne ses ordres pour l’attaque. L’infanterie de marine doit attaquer le bois frontalement, tandis que le bataillon du 143e devait occuper les collines à droite pour flanquer la position ennemie et repousser l’aile gauche chinoise dans la vallée de Phong Cot. Le bataillon du 111e et les tirailleurs algériens de De Mibielle restent en réserve près de l’artillerie.

Avec trois des quatre compagnies de son bataillon, Mahias s'empare du bois, tout en tenant sa quatrième compagnie en réserve. Pendant ce temps, les tirailleurs tonkinois prennent position à sa droite en liaison avec le bataillon du 143e. Les ennemis se replient rapidement sur une petite colline derrière le bois harcelés par la compagnie du capitaine Salles. Dans son élan, Salles, bien en-tête des trois autres compagnies de son bataillon, subit une fusillade venant des deux côtés de la vallée de Phong Cot, tenue par les forces chinoises. Pour désengager la compagnie de Salles, l’artillerie change de cible pendant que le reste du bataillon de Mahias et le bataillon du 143e attaquaient des deux côtés pour repousser les ailes ennemies. Salles se retire dans le bois, et le bataillon d’infanterie de marine reformé consolide ses positions sur le terrain qu’il avait gagné.

Pendant que l'avant-garde française délogeait les Chinois des collines autour de Phong Cot, le reste de la colonne de Négrier continuait de passer le Luc Nam. À la tombée de la nuit, toute la colonne française était en position au sud de Phong Cot.

Pour profiter de la désorganisation des Chinois, juste avant minuit, de Négrier ordonna à Herbinger d’avancer et d’occuper le village de Phong Cot. La prise par les Français des collines voisines l’avait rendu intenable, et les Chinois l’avaient évacué sous le couvert de l’obscurité. Herbinger ne rencontra aucune résistance et le bataillon du 111e de Faure s'installa dans le village. Faure plaça trois des quatre compagnies du bataillon à l’intérieur de Phong Cot et celle de Verdier en position avancée au-delà du village.

### 4 janvier
À l’aube du 4 janvier, les Chinois contre-attaquent furieusement pour tenter de reprendre Phong Cot, attaque soutenue par l’artillerie chinoise du fort de l'Ouest. En quelques minutes, les attaquants avaient encerclé la compagnie de Verdier en position avancée et isolée. Un jeune soldat du nom de Meffret traversa prudemment les lignes chinoises et atteignit Phong Cot, où il délivra le message de Verdier demandant de l'aide au lieutenant-colonel Herbinger.

Herbinger, sous-estimant le danger, n'envoya de Phong Cot qu'une seule section du bataillon du 111e. Heureusement pour Verdier, il y avait d’autres officiers sur le terrain qui pouvaient mieux apprécier la gravité de la situation. Le capitaine Tailland, dont la compagnie d’infanterie de marine était postée sur une colline à l’ouest de Phong Cot, pouvait voir que la compagnie de Verdier serait anéantie à moins d’être immédiatement secourue. Sans attendre les ordres, il part à la rescousse avec sa troupe. À ce moment, les hommes de Verdier étaient si pressés par les Chinois que leur capitaine leur ordonna de charger pour se dégager. Bien que Verdier ait été blessé alors qu’il menait l'assaut, son attaque audacieuse prit les Chinois complètement par surprise. Pendant qu'ils se replient et se regroupent, les marsouins de Tailland arrivent sur le flanc gauche de Verdier et s’alignent aux côtés des hommes de Verdier. Les deux compagnies françaises reprennent leur souffle, se reforment, contre-attaquent et repoussent les Chinois.

Les Chinois n’ont pas tenté de reprendre l’offensive. De Négrier s’avança vers les hauteurs occupées par l’infanterie de marine et repéra les positions chinoises. La principale ligne de défense chinoise consistait en une tranchée entre Phong Cot et la rivière Siou Nien, qui protégeait la route qui allait de Lien Son à Cao Say. Cette tranchée était flanquée des deux côtés de deux forts sur un terrain surélevé (fort ouest et fort est). Derrière la rivière Siou Nien, sur les pentes inférieures du massif de Nui Bop, se trouvaient plusieurs forts chinois.

Dans la matinée du 4 janvier, de Négrier lance plusieurs attaques pour repousser l’ennemi de toutes ses positions. Le premier objectif français était un fort sur une colline derrière le village de Tay Toun, non loin des positions de l'infanterie de marine. Le bataillon de Mahias attaque et prend ce fort sans difficulté. À sa droite, le bataillon du 111e , profitant de la confusion dans les rangs chinois causée par la contre-attaque de Verdier, avance sur les principales positions chinoises. Le bataillon charge à la baïonnette, chassant ses défenseurs avec la même facilité. La section du lieutenant de Colomb se dirige alors vers une redoute chinoise défendue par plusieurs centaines d’hommes. S’il avait tenté de prendre cette position, il aurait sans doute essuyé de lourdes pertes. Mais comme la rivière était trop profonde à cet endroit pour la traverser, la section doit arrêter son avance.

Pendant ce temps, le bataillon du 143e et les tirailleurs algériens reçurent l’ordre de tourner la gauche ennemie. L’artillerie française prend sous son feu le flanc des positions ennemies, puisque ces positions faisaient face au sud vers Chu. A 11h15, tout le camp retranché était entre les mains des Français qui s'emparent de deux batteries d’artillerie Krupp abandonnées et de grandes quantités de fusils, de vêtements, de tentes et de nourriture. Plusieurs drapeaux chinois ont également été pris, ainsi qu’un certain nombre de mules et de chevaux.

## Bilan
Les pertes françaises ont été relativement modérées : 19 morts et 63 blessés. Les Chinois ont abandonné 600 cadavres dans leur retraite, et leurs pertes totales ont dû être bien plus élevées. Un certain nombre de soldats chinois ont été faits prisonniers par les Français à Nui Bop et interrogés par la suite sur leur connaissance de l’ordre de bataille de l’armée du Guangxi. Ces hommes ont été libérés à la fin de la guerre avec un petit pécule.

## Ordre du jour
Le 5 janvier 1885, le général Brière de l’Isle signe l’ordre du jour suivant pour commémorer la victoire de Nui Bop :

Deux brillants succès pour le corps expéditionnaire ouvrent l'année 1885.
Le 3 janvier, après une marche habilement dérobée aux yeux de l'ennemi, le général de Négrier tombait, à quatre heures du soir, sur un cantonnement de 6,000 réguliers et, malgré leur vive résistance, les mettait, en moins de deux heures, en pleine déroute sans que l'obscurité de nuit lui permit de poursuivre ce premier succès. Nos troupes couchaient sur les positions enlevées.
Le lendemain, avant le jour, les Chinois, au nombre de 12,000, recommençaient la lutte par un vigoureux retour offensif.
Repoussés, poursuivis et enfin rejetés sur Nui-Bop, ils étaient en pleine déroute avant midi.
Le centre de résistance de Nui-Bop, défendu par huit forts solidement organisés, est entre nos mains, avec deux batteries Krupp, ainsi que tout le matériel de l'ennemi: tentes, vivres, munitions, armes et étendards. Les cadavres de 600 réguliers chinois tués ont été abandonnés par les fuyards.
De notre côté, MM. Verdier, capitaine au 111e, Simoni, lieutenant au même corps, Larribe, sous-lieutenant d'infanterie de marine, sont blessés sans gravité.
Parmi nos braves soldats, 19 tués et 63 blessés.

### Sources et bibliographie
En français
- Maurice Loir, L'escadre de l'amiral Courbet, Paris, 1886
- Maurice Rollet de l'Isle, Au Tonkin et dans les mers de Chine, Paris, 1886 (lire en ligne)
- Huard, La guerre du Tonkin, Paris, 1887
- A. Maury, Mes campagnes au Tong-King, Lyon, Vitte et Perrussel, 1888, 323 p.
- Ernest Picard-Destelan, Annam et Tonkin : Notes de voyage d'un marin, Paris, 1892
- J. Harmant, La vérité sur la retraite de Lang-Son, Paris, 1892
- J. Lecomte, La vie militaire au Tonkin, Paris, 1893
- J. Lecomte, Lang-Son : combats, retraite et négociations, Paris, 1895
- Émile Duboc, Trente cinq mois de campagne en Chine, au Tonkin, Paris, 1899
- Auguste Thomazi, Histoire militaire de l'Indochine français, Hanoï, 1931
- Auguste Thomazi, La conquête de l'Indochine, Paris, 1934
- G. Dreyfus, Lettres du Tonkin, 1884–1886, Paris, 2001
- S. Ferrero, Formose, vue par un marin français du XIXe siècle, Paris, 2005

En anglais
- (en) Cet article est partiellement ou en totalité issu de l’article de Wikipédia en anglais intitulé « Battle of Núi Bop » (voir la liste des auteurs).
- (en) James F. Roche et L. L. Cowen, The French at Foochow, Celestial Empire, 1884, totales49 (lire en ligne)
- (en) J. Rawlinson, China's Struggle for Naval Development, 1839–1895, Harvard, 1967
- (en) R. Wright, The Chinese Steam Navy, 1862–1945, Londres, 2001

En chinois
- Lung Chang [龍章], Yueh-nan yu Chung-fa chan-cheng [越南與中法戰爭, Vietnam and the Sino-French War] (Taipei, 1993)